# First Invasion
First Invasion – debiutancki minialbum południowokoreańskiej grupy Infinite, wydany 9 czerwca 2010 roku przez wytwórnię Woollim Entertainment. Płytę promowały single „Dasi dol-awa” (kor. 다시 돌아와, ang. Come Back Again) i „She’s Back”. Sprzedał się w nakładzie 44 922 egzemplarzy w Korei Południowej.

## Lista utworów
| Nr | Tytuł                                                   | Słowa                                                | Kompozycja    | Aranżacja                 | Czas |
| -- | ------------------------------------------------------- | ---------------------------------------------------- | ------------- | ------------------------- | ---- |
| 1. | "∞"                                                     |                                                      | J.Yoon        | J.Yoon                    | 0:49 |
| 2. | "Dasi dol-awa" (kor. 다시 돌아와, ang. Come Back Again) | Kim Bu-min                                           | Hitchhiker    | Hitchhiker                | 3:06 |
| 3. | "She’s Back"                                            | Song Soo-yoon, Han Jae-ho, Kim Seung-soo, Mithra Jin | Han Jae-ho    | Han Jae-ho, Kim Seung-soo | 3:14 |
| 4. | "Nalgae" (kor. 날개, ang. Wings)                        | Mithra Jin, Tablo                                    | J.Yoon        | J.Yoon                    | 3:11 |
| 5. | "Putpagi Byeol" (kor. 붙박이 별, ang. Fixed Star)       | Song Soo-yoon                                        | Go Nam-soo    | Han Bo-ram                | 3:26 |
| 6. | "Matkyeo" (kor. 맡겨, ang. Entrust)                     | Song Soo-yoon, Han Jae-ho, Kim Seung-soo, Mithra Jin | Lee Joo-hyung | Lee Joo-hyung             | 3:15 |

## Notowania
| Lista                   | Pozycja |
| ----------------------- | ------- |
| Gaon Weekly Album Chart | 10      |